# Frederick Grey
Sir Frederick William Grey, GCB (* 23. August 1805 in Howick, Northumberland; † 2. Mai 1878 in Sunningdale, Berkshire) war ein britischer Seeoffizier und zuletzt Admiral der Royal Navy, der unter anderem zwischen 1861 und 1866 Erster Seelord war.

## Leben

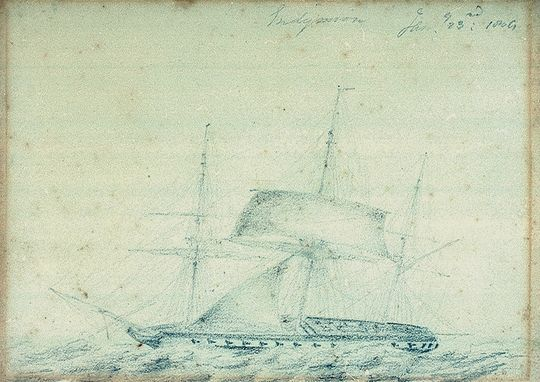
Als Kommandant der Fregatte HMS Endymion nahm Captain Grey am Ersten Opiumkrieg (4. September 1839 bis 29. August 1842) teil.

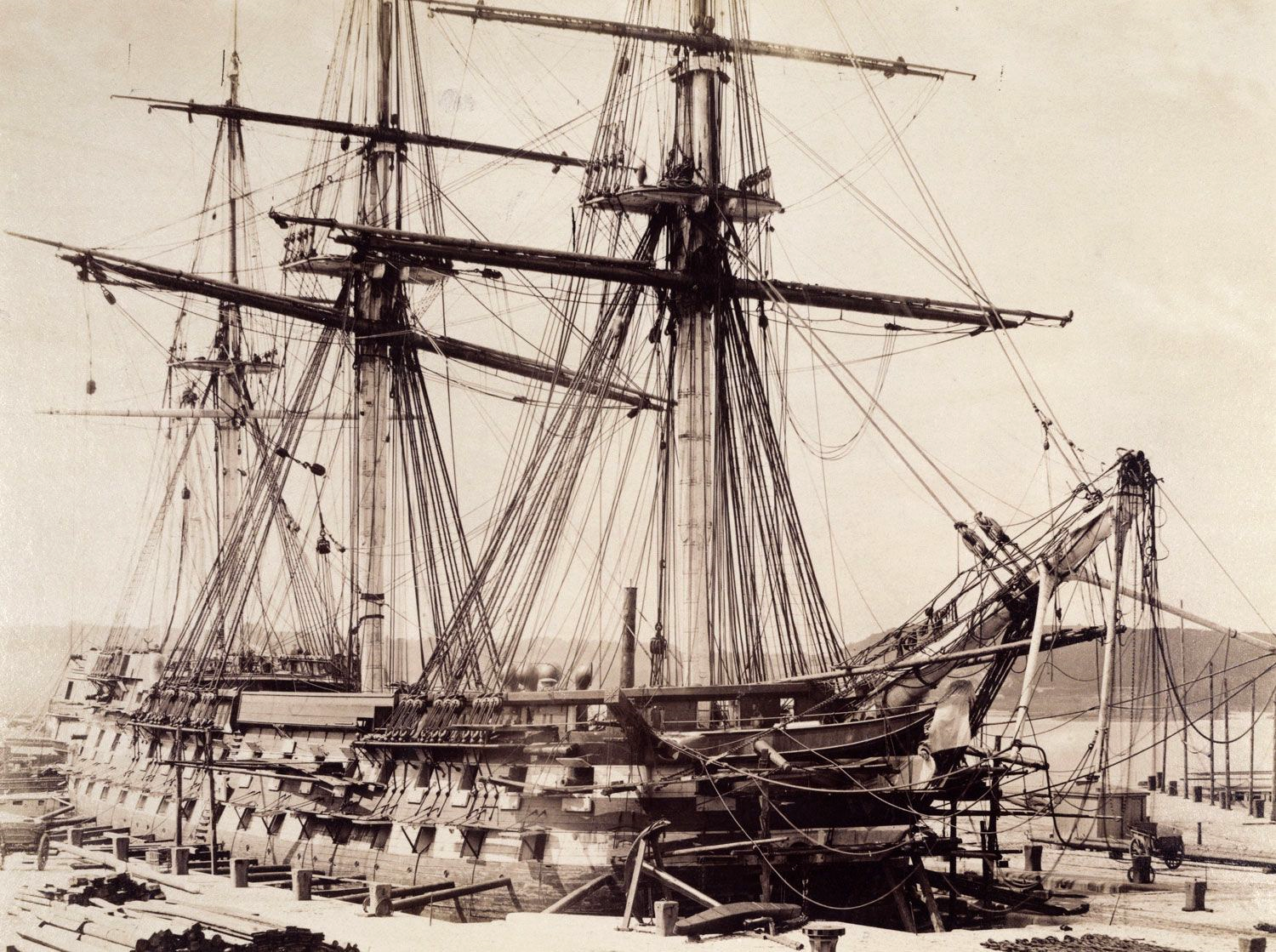
Während des Krimkrieges (1853 bis 1856) fungierte Captain Grey als Kommandant des Linienschiffs HMS Hannibal.

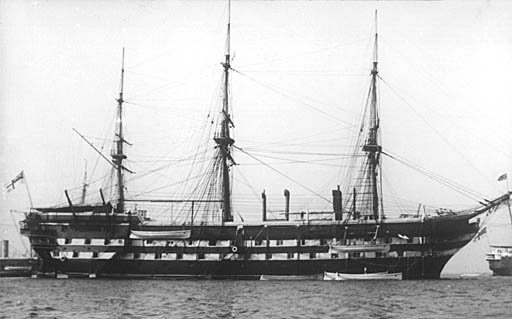
Als Oberkommandierender des Marinestützpunktes Kap der Guten Hoffnung und Westküste Afrikas war das Linienschiff Boscawen Greys Flaggschiff.

Frederick William Grey war eines von 16 Kindern und der dritte Sohn des Politikers Charles Grey, 2. Earl Grey (1764–1845), der unter anderem zwischen 1830 und 1834 Premierminister war, und dessen Ehefrau Hon. Mary Elizabeth Ponsonby (1776–1861). Sein ältester Bruder war der Politiker Henry Grey, 3. Earl Grey (1802–1894), der von 1846 bis 1852 als Minister für Krieg und Kolonien (Secretary of State for War and the Colonies) fungierte, während sein zweitältester Bruder General Charles Grey (1804–1870) von 1861 bis 1870 den Posten als Privatsekretär von Königin Victoria bekleidete. Er selbst trat am 18. Januar 1819 in die Royal Navy ein und wurde am 7. April 1825 zum Kapitänleutnant (Lieutenant) befördert, woraufhin er Offizier auf der von Frankreich eroberten Hébé-Klasse-Fregatte Sibylle unter dem Kommando von Samuel Pechell in der Mittelmeerflotte (Mediterranean Fleet) wurde. Am 26. September 1825 wechselte er zum Marinestützpunkt Südamerika (South America Station) und war zunächst unter dem Kommando von Richard Saunders Dundas Offizier auf der neu gebauten Korvette HMS Volage. Nach seiner Beförderung zum Fregattenkapitän (Commander) am 17. April 1827 wurde er Kommandant der Sloop HMS Heron, die ebenfalls zur South America Station gehörte. Am 19. April 1828 wurde er zum Kapitän zur See (Captain) befördert, kehrte am 25. November 1830 zur Mittelmeerflotte zurück und war dort bis zum 4. September 1834 Kommandant der Fregatte HMS Actaeon. Daraufhin wurde er zum Marinestützpunkt Ostindien und China (East Indies and China Station) versetzt und war dort zunächst bis zum 27. September 1836 Kommandant der HMS Jupiter sowie im Anschluss zwischen dem 30. Oktober 1840 und 1843 Kommandant der Fregatte HMS Endymion, mit der er am Ersten Opiumkrieg (4. September 1839 bis 29. August 1842) teilnahm. Für seine Verdienste im Ersten Opiumkrieg wurde er zum Companion des Order of the Bath (CB) ernannt. Später übernahm er vom 18. März 1854 bis zum 23. Januar 1855 den Posten als Kommandant des Linienschiffs HMS Hannibal und fungierte während des Krimkrieges (1853 bis 1856) als Commodore der Flotte, die 10.000 französische Soldaten zu den Åland-Inseln und dann ins Schwarze Meer brachte.
Nach seiner Beförderung zum Konteradmiral (Rear-Admiral) am 22. Januar 1855 wurde Grey am 23. Januar 1855 Hauptagent der Transporte im Bosporus während des Krimkrieges mit dem Kanonenboot HMS Harpy als Flaggschiff. Für seine Verdienste wurde er am 2. Januar 1857 als Knight Commander des Order of the Bath (KCB) nobilitiert, wodurch er fortan den Namenszusatz „Sir“ führte. Danach übernahm er vom 1. April 1857 bis zu seiner Ablösung durch Admiral Sir Henry Keppel am 10. Februar 1860 den neu geschaffenen Posten als Oberkommandierender des Marinestützpunktes Kap der Guten Hoffnung und Westküste Afrikas (Commander-in-Chief, Cape of Good Hope and West Coast of Africa) mit dem Linienschiff Boscawen als Flaggschiff.
Nachdem Frederick Grey am 5. Januar 1861 zum Vizeadmiral (Vice-Admiral) befördert worden war, übernahm er am 15. Juni 1861 von Admiral Sir Richard Saunders Dundas in der Admiralität das Amt als Erster Seelord (First Naval Lord) und bekleidete dieses mehr als fünf Jahre lang bis zum 13. Juli 1866, woraufhin Admiral of the Fleet Sir Alexander Milne seine Nachfolge antrat. Für seine Verdienste während dieser Zeit wurde er am 28. März 1865 Knight Grand Cross des Order of the Bath (GCB) sowie am 24. Januar 1865 zum Admiral befördert. 
Seine am 20. Juli 1866 geschlossene Ehe mit  Barbarina Charlotte Sullivan († 1902), Tochter von Reverend Frederick Sullivan (1797–1873) und dessen Ehefrau Arabella Jane Wilmot († 1839), blieb kinderlos.